# Campeonato Mundial de Halterofilismo de 2022 - Até 81 kg feminino
A categoria até 81 kg feminino foi um evento do Campeonato Mundial de Halterofilismo de 2022, disputado em Bogotá, na Colômbia, no dia 14 de dezembro de 2022.

## Calendário
Horário local (UTC-5)
| Dia            | Horário | Fase    |
| -------------- | ------- | ------- |
| 14 de dezembro | 11:30   | Grupo C |
| 14 de dezembro | 14:00   | Grupo B |
| 14 de dezembro | 16:30   | Grupo A |

## Medalhistas
| Evento    | Ouro                | Ouro   | Prata                  | Prata  | Bronze               | Bronze |
| --------- | ------------------- | ------ | ---------------------- | ------ | -------------------- | ------ |
| Arranque  | Iryna Dekha (UKR)   | 122 kg | Alina Marushchak (UKR) | 119 kg | Liang Xiaomei (CHN)  | 118 kg |
| Arremesso | Liang Xiaomei (CHN) | 152 kg | Wang Zhouyu (CHN)      | 151 kg | Tamara Salazar (ECU) | 148 kg |
| Total     | Liang Xiaomei (CHN) | 270 kg | Wang Zhouyu (CHN)      | 266 kg | Tamara Salazar (ECU) | 262 kg |

## Recordes
Antes desta competição, o recorde mundial da prova era o seguinte:
| Recorde         | Tipo      | Atleta         | Peso   | Local | Data                  |
| Recorde Mundial | Arranque  | Padrão mundial | 127 kg |       | 1 de novembro de 2018 |
| Recorde Mundial | Arremesso | Padrão mundial | 158 kg |       | 1 de novembro de 2018 |
| Recorde Mundial | Total     | Padrão mundial | 283 kg |       | 1 de novembro de 2018 |

## Resultado
Os resultados foram os seguintes.
| Pos.              | Atleta                  | Grupo | Arranque (kg) | Arranque (kg) | Arranque (kg) | Arranque (kg)     | Arremesso (kg) | Arremesso (kg) | Arremesso (kg) | Arremesso (kg)    | Total |
| Pos.              | Atleta                  | Grupo | 1             | 2             | 3             | Resultado         | 1              | 2              | 3              | Resultado         | Total |
| ----------------- | ----------------------- | ----- | ------------- | ------------- | ------------- | ----------------- | -------------- | -------------- | -------------- | ----------------- | ----- |
| Medalha de ouro   | Liang Xiaomei (CHN)     | A     | 113           | 118           | 120           | Medalha de bronze | 147            | 152            | 159            | Medalha de ouro   | 270   |
| Medalha de prata  | Wang Zhouyu (CHN)       | A     | 115           | 115           | 121           | 5                 | 141            | 148            | 151            | Medalha de prata  | 266   |
| Medalha de bronze | Tamara Salazar (ECU)    | A     | 110           | 114           | 116           | 6                 | 145            | 148            | 151            | Medalha de bronze | 262   |
| 4                 | Iryna Dekha (UKR)       | A     | 117           | 120           | 122           | Medalha de ouro   | 138            | 142            | 142            | 6                 | 260   |
| 5                 | Neisi Dajomes (ECU)     | A     | 116           | 116           | 117           | 4                 | 141            | 145            | 146            | 5                 | 258   |
| 6                 | Alina Marushchak (UKR)  | A     | 116           | 119           | 121           | Medalha de prata  | 137            | 142            | 142            | 7                 | 256   |
| 7                 | Ayamey Medina (CUB)     | A     | 106           | 106           | 111           | 7                 | 136            | 142            | 148            | 4                 | 253   |
| 8                 | Laura Amaro (BRA)       | A     | 106           | 110           | 110           | 8                 | 136            | 136            | 137            | 8                 | 247   |
| 9                 | Dayana Chirinos (VEN)   | A     | 105           | 108           | 111           | 9                 | 136            | 140            | 140            | 10                | 244   |
| 10                | Yudelina Mejía (DOM)    | A     | 107           | 112           | 112           | 10                | 136            | 141            | 142            | 9                 | 243   |
| 11                | Liana Gyurjyan (ARM)    | B     | 95            | 100           | 103           | 13                | 125            | 130            | 134            | 11                | 237   |
| 12                | Kristel Ngarlem (CAN)   | B     | 98            | 102           | 102           | 19                | 127            | 133            | 136            | 12                | 231   |
| 13                | Dilara Narin (TUR)      | B     | 97            | 100           | 103           | 14                | 127            | 131            | 132            | 14                | 230   |
| 14                | Maya Laylor (CAN)       | B     | 102           | 102           | 104           | 16                | 122            | 125            | 128            | 13                | 230   |
| 15                | Elham Hosseini (IRI)    | B     | 98            | 102           | 104           | 12                | 121            | 122            | 127            | 16                | 226   |
| 16                | Haruko Yamasaki (JPN)   | B     | 94            | 94            | 99            | 18                | 120            | 126            | 128            | 15                | 225   |
| 17                | Nina Schroth (GER)      | B     | 100           | 103           | 103           | 15                | 118            | 121            | 123            | 18                | 221   |
| 18                | Rigina Adashbaeva (UZB) | B     | 95            | 98            | 100           | 17                | 116            | 120            | 122            | 17                | 220   |
| 19                | Anamjan Rustamowa (TKM) | B     | 93            | 96            | 98            | 20                | 115            | 120            | 120            | 21                | 213   |
| 20                | Aisha Omarova (KAZ)     | C     | 93            | 96            | 98            | 21                | 115            | —              | —              | 20                | 211   |
| 21                | Ida Rönn (SWE)          | C     | 94            | 97            | 97            | 22                | 117            | 117            | 117            | 19                | 211   |
| 22                | Rayen Cupid (VIN)       | C     | 77            | 81            | 85            | 23                | 93             | 99             | 104            | 22                | 180   |
| —                 | Lee Min-ji (KOR)        | A     | 100           | 105           | 107           | 11                | 136            | 136            | 137            | —                 | —     |
| —                 | Aremi Fuentes (MEX)     | B     | DNS           | DNS           | DNS           | DNS               | DNS            | DNS            | DNS            | DNS               | DNS   |
| —                 | Jeanne Eyenga (CMR)     | C     | DNS           | DNS           | DNS           | DNS               | DNS            | DNS            | DNS            | DNS               | DNS   |